# Montgalhard (Landes)
Montgalhard (en francès Montgaillard) és un municipi francès situat al departament de les Landes i a la regió de la Nova Aquitània.

## Demografia
| 1962                                       | 1968 | 1975 | 1982 | 1990 | 1999 | 2007 |
| ------------------------------------------ | ---- | ---- | ---- | ---- | ---- | ---- |
| 498                                        | 508  | 443  | 462  | 464  | 485  | 561  |
| Des de 1962: població sense dobles comptes |      |      |      |      |      |      |

## Administració
| Període   | Identitat         | Partit |
| --------- | ----------------- | ------ |
| 2001-2008 | Jean-Michel Duris |        |
| 2008-     | Patrice Suppi     |        |